# Storskogvatnet
Storskogvatnet är en sjö i Sørfold kommun i Nordland fylke, Norge. Den ligger i Rago nationalpark och avvattnas av Storskogelva som övergår i Nordjordelva som mynnar i Nordfjorden. Det största tillflödet är Trolldalselva som har sin upprinnelse i Padjelanta i Sverige. Avrinningsområdets storlek är 82,4 km2.
Vid södra sidan av Storskogvatnet finns en öppen stuga - Storskogvasshytta - med 4 bäddar där man kan rasta eller sova över. Vandringsleden från Lakshol till det inre av Rago passerar sjön.

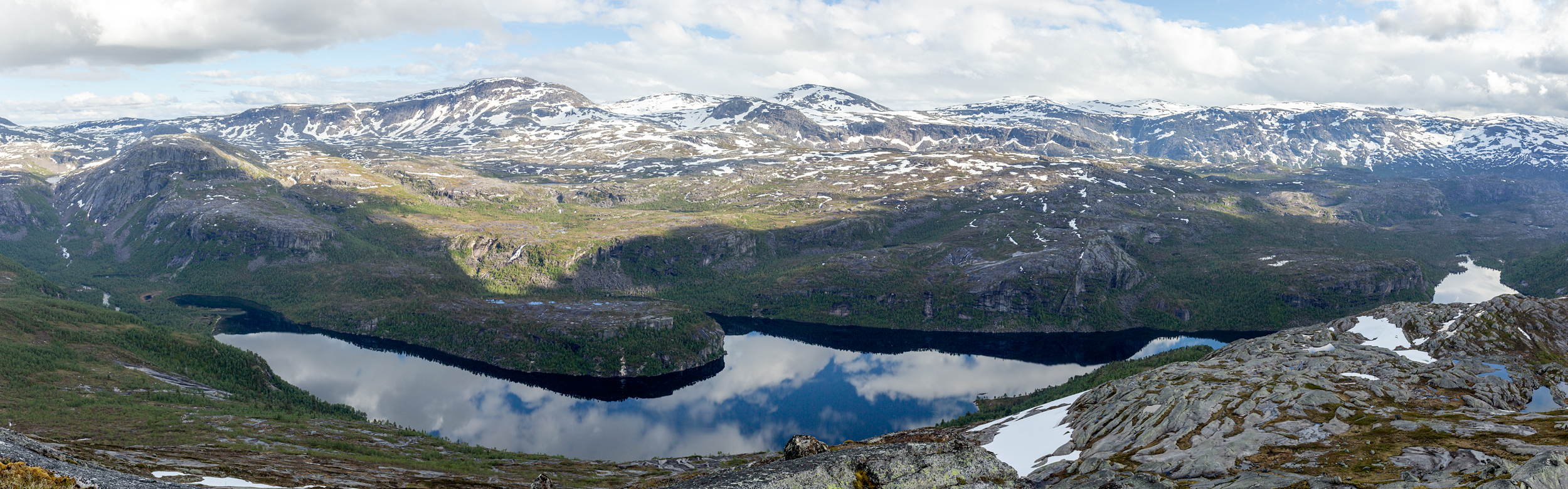
Utsikt från Storskogtinden mot Storskogvatnet och Rago.